# Massif Drakon
Das Massif Drakon (englisch; russisch Массив Дракон Massiw Drakon, deutsch ‚Drachenmassiv‘) ist ein Massiv im ostantarktischen Mac-Robertson-Land. Es gehört zu den Prince Charles Mountains. Höchster Gipfel des Massivs ist Mount Menzies mit 3355 m.
Russische Wissenschaftler benannten es. Das Antarctic Names Committee of Australia übertrug diese Benennung in einer Teilübersetzung ins Englische.